# Humberto de Alencar Castelo Branco
Humberto de Alencar Castelo Branco (Fortaleza, 20 de setembre de 1900 — Fortaleza, 18 de juliol de 1967) va ser un militar -amb rang de mariscal- i polític brasiler, primer president del règim militar instaurat pel Cop Militar de 1964.
Anteriorment, havia estat nomenat cap de l'Estat Major de l'Exèrcit pel llavors president de la República João Goulart el 1963. Castelo Branco va ser un dels caps militars del Cop d'Estat de 31 de març de 1964, que va destituir João Goulart.